# Kissinger Bahngruben
Als Kissinger Bahngruben werden zwei Gruben nebst Erweiterungsflächen bezeichnet, die südsüdöstlich von Augsburg an der Bahnlinie Augsburg - München liegen. Es handelt sich um ein künstlich geschaffenes Kalkmagerrasenbiotop, das sich auf einigen Teilen noch im Initialstadium befindet. Das Gelände ist über Grünkorridore mit dem nahegelegenen Naturschutzgebiet „Kissinger Heide“ verbunden.

## Lage
Die Kissinger Bahngruben befinden sich ungefähr auf halber Höhe zwischen der schwäbischen Gemeinde Kissing und dem Markt Mering. Im Osten grenzen sie unmittelbar an die Bahntrasse. Im Süden, Westen und Norden wird das Areal von Feldern und einem Wirtschaftsweg eingefasst.

## Geschichte

### Die beiden Bahngruben
Ursprünglich umfasste das Gelände nur die beiden als Naturdenkmal ausgewiesenen Bahngruben. Sie entstanden 1840 beim Bau der Bahnstrecke durch die Kiesentnahme für den Unterbau. Die Gruben werden durch die Bayerische Botanische Gesellschaft (BBG) als Eigentümerin betreut. Das erste Stück von 3.540 m² bekam die Gesellschaft 1974 von der Deutschen Bundesbahn als Ausgleich für eine Teilfläche des Naturdenkmals „Lochhauser Sandberg“ in Gröbenzell, Landkreis Fürstenfeldbruck, die sie wegen des Bahnausbaus abtreten musste. Schon die erste Grube barg damals bemerkenswerte Vegetationsreste der Lechheiden. Vier Jahre später konnte die BBG dank eines Zuschusses des Freistaats Bayern weitere 4.200 m² dazukaufen.

### Erweiterungsfläche zwischen den Bahngruben
Im Jahr 1995 kaufte der Landkreis Aichach-Friedberg zwischen den beiden Gruben ein bedeutendes Gebiet von 5,1 ha. Vermutlich wurden noch im selben Jahr in einem Teilbereich die nährstoffreichen, oberen Löss-Lehmschichten bis zum anstehenden Kalkschotter abgetragen und mit Mähgut aus den angrenzenden Bahngruben belegt, um auf dem Rohboden die Samen von typischer Heidevegetation zu verteilen.

### Erweiterungsfläche westlich der Bahngruben
Weitere 2,5 ha, die westlich an die bereits gesicherten Flächen angrenzten, musste die Deutsche Bahn 1999 als Ersatzmaßnahme für Eingriffe in Natur und Landschaft beim Ausbau der ICE-Strecke München – Augsburg erwerben. Nach dem Verlegen des unmittelbar am Bahnkörper verlaufenden Feldwegs an den Westrand des Schutzgebiets wurde das neue Teilstück ebenfalls zum Gros vom Oberboden befreit. Mit Hilfe von Baumaschinen entstand zudem ein Kleinrelief, wie es typisch wäre, würde ein ungezähmter Fluss mit seinen Seitenarmen den Schotter fortwährend umschichten. Im Anschluss wurde auf der Fläche Mähgut aus den Bahngruben, aber auch aus den Relikten der Lechheiden ausgebracht. Die beiden Erweiterungsgrundstücke stehen inzwischen als Trockenrasen gemäß § 30 BNatSchG unter Schutz.
Voraussichtlich in den folgenden 10–15 Jahren entsteht auf den Regenerationsflächen eine Ersatzvegetation, die nach 20–30 Jahren von der typischen Heidevegetation mit Knabenkräutern und Enzianen abgelöst wird – eine Aushagerung durch Mahd würde ungefähr doppelt so lange dauern.

## Umstrittene Ortsumgehung von Kissing

### Zeitungsbericht über Trassenfestlegung
Anfang April 2009 berichtete die Augsburger Allgemeine, das Staatliche Straßenbauamt Augsburg habe sich bei der geplanten Ortsumgehung von Kissing für eine der fünf Trassenvarianten entschieden. Die B 2 soll künftig westlich der Bahnlinie um Kissing und den Meringer Ortsteil St. Afra herumführen. Ungefähr auf Höhe der Bahngruben soll die neue Strecke nach Westen schwenken, die Verbindungsstraße Mering – Königsbrunn queren und schließlich in die Meringer Umgehung münden. Durch die Entscheidung könne auch das zeitaufwändige Raumordnungsverfahren, bei dem die Trassenvarianten miteinander verglichen würden, entfallen. Die Baukosten sollen sich auf rund 20 Mio. Euro belaufen, eine Million weniger als im Bundesverkehrswegeplan vorgesehen sei.
Eine andere Variante soll eine vollständig parallel zu den Bahngleisen verlaufende Streckenführung beinhalten. Sie sei jedoch nicht zur Diskussion gestanden, weil dadurch die Bahngruben zerstört würden. Bei einer anderen möglichen Trasse führe die Umgehung bereits vor den Bahngruben wieder auf die jetzige B 2. Dadurch würden aber weder St. Afra selbst noch die beiden Ampelanlagen am Gewerbegebiet und zur Staatsstraße nach Königsbrunn entlastet. Darüber hinaus wäre diese Lösung aufgrund der doppelten Bahnüberquerung und des Ausbaus der Kreuzung nicht günstiger.

## Heidefläche

### Biotoppflege
Die Pflege erfolgte im Laufe der Jahre in Kooperation mit dem Bund Naturschutz in Bayern (BN, Ortsgruppe Mering), der Arbeitsgemeinschaft Heimische Orchideen (AHO) und zuletzt dem Landschaftspflegeverband Aichach-Friedberg.